# Roland Gäbler
Roland Gäbler (* 9. Oktober 1964 in Bremen) ist ein deutscher Segler im Norddeutschen Regatta Verein Hamburg sowie im Kieler Yacht-Club und fünffacher Olympiateilnehmer.

## Leben
Gäbler wuchs in Bremen auf, wo er auf der Weser das Segeln begann. Seine Eltern förderten sein Segeltalent durch den Kauf einer alten Laser-Jolle. Mit 14 Jahren bestritt er seine erste Regatta; mit 15 konnte er einen Segelwettbewerb erstmals gewinnen. Gäbler siegte im weiteren Verlauf seiner Karriere bei zwei Europameisterschaften und gewann 14 weitere internationale Laser-Meistertitel.
Im Alter von 23 Jahren wechselte Gäbler zusammen mit seinem Laser-Trainingspartner Hans-Jürgen Pfohe die Bootsklasse. Fortan wurde in der Katamaranklasse Tornado gesegelt. Das Duo trat bei der Kieler Woche an und qualifizierte sich 1988 auf Anhieb für die Olympischen Spiele in Seoul, gewann jedoch keine Medaille. Gäbler brach sich bei den stürmischen Regatten zudem die Hand.

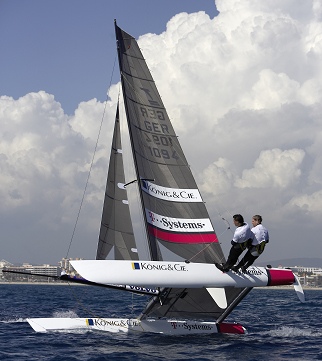
Gäbler beim Segeln auf dem Tornado

Aus beruflichen Gründen musste Hans-Jürgen Pfohe 1989 den Segelsport aufgeben. Das Team Gäbler/Pfohe beendete daraufhin seine sportliche Zusammenarbeit. Gäblers neuer Partner wurde Frank Parlow. Das Team gewann vier europäische Tornado-Meistertitel und 1996 zum ersten Mal die Weltmeisterschaft. Jedoch war auch die Zusammenarbeit mit Parlow nicht durch einen Medaillenerfolg gekrönt: weder bei den Olympischen Spielen 1992 in Barcelona (11. Platz) noch bei den Spielen 1996 in Atlanta (7. Platz) reichte es für einen Medaillenrang.
Ab 1997 war René Schwall Vorschoter und Teamkollege von Gäbler. Sie gewannen zwei weitere Weltmeisterschaften und drei Europameisterschaften sowie eine Bronzemedaille bei den Olympischen Spielen 2000 in Sydney. 2001 wurde Gäbler DSV-Bundestrainer der Tornado- und 49er-Klasse.
Mit dem Kieler Gunnar Struckmann als Vorschoter und Teamkollege gewann Gäbler die Deutsche Meisterschaft, das Volvo Champions Race und die Kieler Woche 2005, was der fünfte Erfolg von Gäbler bei dieser Veranstaltung war.
Seit 2009 segelt Roland Gäbler zusammen mit seiner Ehefrau Nahid Gäbler. Auf Anhieb gewannen sie die Travemünder Woche und die Deutschen Meisterschaften 2009. 2010 gewannen sie als erste gemischte Mannschaft die Tornado-Segel-Weltmeisterschaften.
Zusammen mit dem Abenteurer und Ballonfahrer Steve Fossett hat Gäbler auf dem Segel-Katamaran „Playstation“ (34 m Länge) außerdem einen Segel-Hochgeschwindigkeits-Weltrekord aufgestellt.
Gäbler erhielt 1995 und 1997 den Titel „Deutscher Segler des Jahres“ sowie zweimal die Auszeichnung Silbernes Lorbeerblatt.